# Правителство на Тайланд
Правителството на Тайланд, официално познато като Кралското правителство на Тайланд (на тайски: รัฐบาลไทย; произнася се „Ратхабан тай“), е унитарното правителство на Кралство Тайланд. Държавата се обосновава като съвременна страна след основаването на династията Чакри и града Банкок през 1782 г. След Сиамската революция от 1932 г. настъпва краят на абсолютната монархия и началото на конституционната монархия.
От този момент напред Тайланд е управляван от редица военни лидери, встъпили във власт след преврати, най-скорошният от които е през май 2014 г. Помежду превратите има и няколко демократични периода. Водачите на преврата от 2014 г. анулират Конституцията от 2007 г. и въвеждат военна диктатура. До момента Тайланд е имал седемнадесет Конституции. Структурата на правителството е една и съща под всяка една от тях.
Тайландското правителство се състои от три клона: изпълнителна, законодателна и съдебна власт. Системата е по модел на Уестминистърската. И трите клона са съсредоточени в Банкок, столицата на държавата.
Военната хунта, настъпила след преврата през 2014 г., приключва през 2019 г. вследствие на първите избори, провели се от преврата.